# Подзиньш, Айнарс Гинтович
А́йнарс Ги́нтович По́дзиньш (латыш. Ainārs Podziņš;16 марта 1992, Юрмала, Латвия) — российский и латвийский хоккеист.

## Биография
Родился в Латвии, играть в хоккей начал в России. В восемь лет начал заниматься в московской команде «Северная Звезда», откуда перешёл в «Белые медведи». Профессиональную карьеру начал в «Крыльях Советов». Выступал в основном в Первой лиге за молодёжную команду, в Высшей Лиге провёл только 6 игр. Помимо этого вызывался в сборную Москвы, юниорскую и юношескую, а также в молодёжную сборные России. Выбран на драфте КХЛ в 2009 году рижским «Динамо» в 3 раунде под общим 59 номером. Год спустя перебрался в Ригу, где поочерёдно выступал за главную и молодёжную команды в КХЛ и МХЛ.
Оба младших брата Зигурдс (род. 1996) и Харальд (род. 1995) — также хоккеисты. Несмотря на латышское происхождение, латышским языком почти не владеет.